# Abstrakt arbete
Abstrakt arbete är ett begrepp inom marxistisk samhällsanalys. Enligt den marxistiska teorin kännetecknas en vara av att å ena sidan vara ett bruksvärde (dvs. uppfylla ett mänskligt behov) å andra sidan av att vara ett bytesvärde (dvs. kunna bytas mot andra varor). Varans bruksvärde är skapat av ett specifikt, konkret arbete. En väv är exempelvis ett resultat av väveriarbete. Som bytesvärde är det dock inte det konkreta arbetet, utan mänskligt arbete som sådant som är intressant. Enkelt uttryckt byts arbetstider mot varandra, om än indirekt. Exempelvis kan resultatet av en arbetsdags väveriarbete bytas mot en arbetsdags snickeriarbete. Det som gör att de båda arbetena kan bytas mot varandra är att det inte spelar någon roll för värdets storlek vilket konkret arbete som byts. Detta arbete, avskalat av sin nyttokaraktär, kallar Marx abstrakt mänskligt arbete eller abstrakt allmänt arbete.